# Myrnam (Alberta)
Myrnam est un village (village) du Comté de Two Hills No 21, situé dans la province canadienne d'Alberta.

## Démographie
En tant que localité désignée dans le recensement de 2011, Myrnam a une population de 370 habitants dans 148 de ses 176 logements, soit une variation de 2.2% avec la population de 2006. Avec une superficie de 2,757 9 km2, village possède une densité de population de 134,160 0 hab/km2 en 2011.
Concernant le recensement de 2006, Myrnam abritait 362 habitants dans 153 de ses 173 logements. Avec une superficie de 2,757 9 km2, village possédait une densité de population de 131,3 hab/km2 en 2006.
| 2001 | 2006 | 2011 | 2016 |
| ---- | ---- | ---- | ---- |
| 322  | 362  | 370  | 339  |